# Eucrossorhinus dasypogon
Lo squalo tappeto tassellato (Eucrossorhinus dasypogon [Bleeker, 1867]), unico membro del genere Eucrossorhinus, è uno squalo tappeto della famiglia degli Orectolobidi. Vive nell'Oceano Pacifico occidentale a latitudini comprese tra 1° N e i 23° S; raggiunge una lunghezza di 1,25 metri.

## Distribuzione e habitat
L'areale dello squalo tappeto tassellato comprende la piattaforma continentale dell'Australia settentrionale da Ningaloo Reef a ovest a Bundaberg a est, così come la Nuova Guinea, Waigeo e le Isole Aru. Questa specie abita le barriere coralline, forse esclusivamente, nelle acque costiere a circa 50 m di profondità. Si incontra più spesso nei canali e nei bordi della barriera corallina, o in cima al corallo.

## Biologia
Considerato il membro più specializzato della sua famiglia, la colorazione ornata dello squalo tappeto tassellato e la complessa frangia dermica gli conferiscono un eccellente mimetismo, mentre è probabilmente un nuotatore più lento rispetto alle specie affini. È solitario e trascorre gran parte della giornata stando immobile all'interno di caverne o sotto sporgenze con la coda arricciata. Questi squali hanno brevi raggi d'azione con diversi punti di riposo preferiti che vengono utilizzati ripetutamente. Questa specie diventa più attiva di notte, nuotando sulla scogliera per cacciare. 

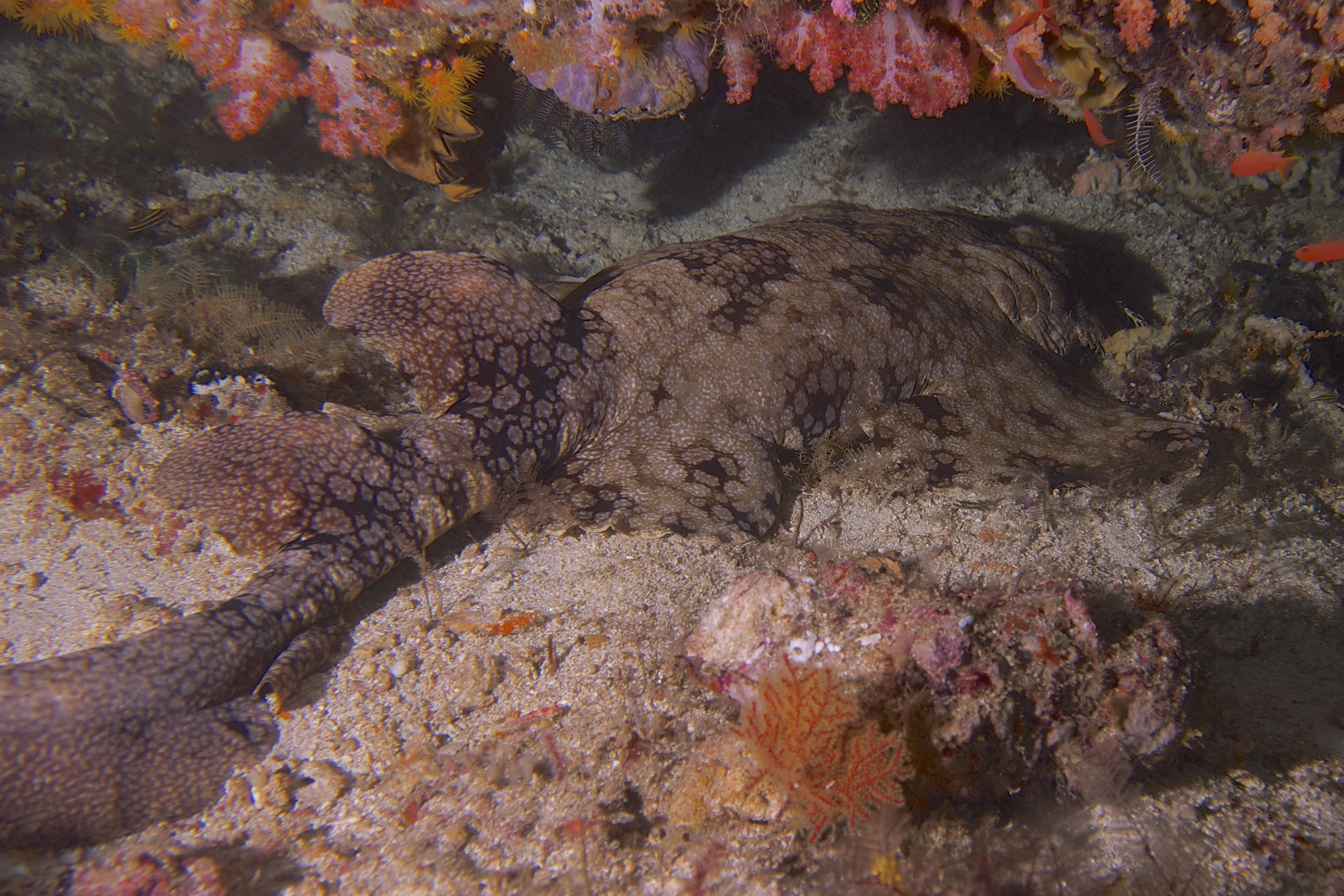
Un esemplare che riposa in un anfratto

Si nutre di pesci ossei e cartilaginei, crostacei e cefalopodi. La sua bocca capiente consente di inghiottire delle grandi prede. Durante il giorno, questa specie è un predatore da agguato. Si preda anche di pesci che dormono sugli anfratti. Quando percepisce il cibo nelle vicinanze, inizia a muovere lentamente la coda avanti e indietro; la sua pinna caudale ricorda un piccolo pesce, completo di un occhio scuro alla base. Lo squalo in genere riposa con la testa sollevata, che lo pone a breve distanza da qualsiasi preda attirata dalla sua coda. La riproduzione è vivipara come gli altri Orectolobidae, con gli embrioni in via di sviluppo sostenuti dal tuorlo.

## In cattività
Malgrado talvolta possa raggiungere 1,82 metri di lunghezza, è possibile allevarlo in acquari domestici da 1440 litri.